# Furculești
Furculești es una comuna ubicada en el distrito de Teleorman, Rumania.

## Superficie
Posee una superficie de 75,31 kilómetros cuadrados.

## Demografía
Hasta 2021 la población era de 2915 habitantes, con una densidad de población de 38,71 habitantes por kilómetro cuadrado.